# Campionato europeo maschile under 19 di calcio 2012
Il Campionato europeo di calcio Under-19 2012 è la 60ª edizione del torneo organizzato dalla UEFA. La fase finale si è svolta in Estonia dal 3 al 15 luglio 2012. La Spagna ha vinto il titolo per la nona volta, la seconda consecutiva. Al torneo potevano partecipare solo i giocatori nati dopo il 1º gennaio 1993.

## Qualificazioni
Il primo turno di qualificazione si è disputato tra il 21 settembre e il 15 novembre 2011: 48 rappresentative sono state divise in 12 gironi di 4 squadre. Si sono qualificate alla seconda fase le prime due di ogni girone più la migliore terza, escludendo il risultato della partita contro l'ultima classificata del proprio girone. Francia, Inghilterra e Spagna sono qualificate automaticamente al Turno Elite.
Nel Turno Elite, in programma tra il 23 e il 31 maggio 2012, le 28 squadre rimaste sono state divise in sette gironi, le cui vincenti si sono qualificate per la fase finale del torneo.

## Squadre qualificate
| Nazionale   | Qualificata come    | Precedenti partecipazioni1                         |
| ----------- | ------------------- | -------------------------------------------------- |
| Croazia     | Vincitrice Gruppo 6 | 1 (2010)                                           |
| Estonia     | ospitante           | 0 (debuttante)                                     |
| Francia     | Vincitrice Gruppo 1 | 5 (2003, 2005, 2007, 2009, 2010)                   |
| Grecia      | Vincitrice Gruppo 5 | 4 (2005, 2007, 2008, 2011)                         |
| Inghilterra | Vincitrice Gruppo 2 | 6 (2002, 2003, 2005, 2008, 2009, 2010)             |
| Portogallo  | Vincitrice Gruppo 4 | 4 (2003, 2006, 2007, 2010)                         |
| Serbia      | Vincitrice Gruppo 3 | 4 (2005, 2007, 2009, 2011)                         |
| Spagna      | Vincitrice Gruppo 7 | 8 (2002, 2004, 2006, 2007, 2008, 2009, 2010, 2011) |

1 Contate solo le partecipazioni con l'Under-19 (in grassetto campione dell'edizione, in corsivo nazione ospitante)

## Ufficiali di gara
La UEFA ha nominato sei arbitri e otto assistenti per il torneo. Inoltre sono stati scelti due arbitri estoni come quarto uomo per la fase a gruppi.
| Nazionalità      | Arbitro                |
| ---------------- | ---------------------- |
| Danimarca        | Kenn Hansen            |
| Italia           | Paolo Valeri           |
| Lettonia         | Vadims Direktorenko    |
| Olanda           | Danny Desmond Makkelie |
| Irlanda del Nord | Arnold Hunter          |
| Svizzera         | Alain Bieri            |

## Stadi
| Tallinn                | Tallinn Haapsalu RakvereCampionato europeo maschile under 19 di calcio 2012 (Estonia) | Tallinn               |
| ---------------------- | ------------------------------------------------------------------------------------- | --------------------- |
| A. Le Coq Arena        | Tallinn Haapsalu RakvereCampionato europeo maschile under 19 di calcio 2012 (Estonia) | Kadrioru staadion     |
| Capienza: 9.692        | Tallinn Haapsalu RakvereCampionato europeo maschile under 19 di calcio 2012 (Estonia) | Capienza: 5.000       |
|                        | Tallinn Haapsalu RakvereCampionato europeo maschile under 19 di calcio 2012 (Estonia) |                       |
| Haapsalu               | Tallinn Haapsalu RakvereCampionato europeo maschile under 19 di calcio 2012 (Estonia) | Rakvere               |
| Haapsalu linnastaadion | Tallinn Haapsalu RakvereCampionato europeo maschile under 19 di calcio 2012 (Estonia) | Rakvere linnastaadion |
| Capienza: 869          | Tallinn Haapsalu RakvereCampionato europeo maschile under 19 di calcio 2012 (Estonia) | Capienza: 2.300       |
|                        | Tallinn Haapsalu RakvereCampionato europeo maschile under 19 di calcio 2012 (Estonia) |                       |

## Fase a gironi
Il sorteggio è avvenuto il 6 giugno 2012 a Tallinn.

Le vincenti e le seconde di ogni gruppo si sono qualificate per le semifinali. Inoltre, le tre migliori di ogni gruppo si sono qualificate per il Mondiale Under-20 2013.

In caso di arrivo a pari punti, si applicavano i seguenti criteri:
- i punti conseguiti negli incontri diretti fra tutte le squadre della classifica avulsa
- la differenza tra reti segnate e reti subite nei medesimi incontri;
- il maggior numero di reti segnate nelle partite dei gironi;
- se, dopo aver applicato i suddetti criteri, due squadre erano ancora a pari punti, gli stessi criteri venivano riapplicati per determinare la classifica finale delle due squadre. Se questa procedura non portava a nessuna decisione, si applicavano i seguenti criteri:
  - risultati di tutte le partite:
    - la differenza tra reti segnate e reti subite;
    - il maggior numero di reti segnate;

  - Classifica Fair play
  - Sorteggio
- Se due squadre avevano gli stessi punti e lo stesso numero di gol segnati e, giocando tra di loro l'ultima partita del girone, fossero rimaste ancora in parità, la classifica finale sarebbe stata determinata dai calci di rigore e non dai criteri sopra menzionati.

| Leggenda                                                |
| ------------------------------------------------------- |
| Qualificata alla semifinale e al Mondiale Under-20 2013 |
| Qualificata per il Mondiale Under-20 2013               |

### Girone A
| Squadre    | P.ti | G | V | N | P | GF | GS | DR |
| ---------- | ---- | - | - | - | - | -- | -- | -- |
| Spagna     | 7    | 3 | 2 | 1 | 0 | 7  | 4  | +3 |
| Grecia     | 6    | 3 | 2 | 0 | 1 | 8  | 5  | +3 |
| Portogallo | 4    | 3 | 1 | 1 | 1 | 8  | 6  | +2 |
| Estonia    | 0    | 3 | 0 | 0 | 3 | 1  | 9  | -8 |

| Arbitro: | Vadims Direktorenko |

|                 |           |                    |
| Diamantakos 60’ | Marcatori | 30’ Jesé 40’ Osede |

| Arbitro: | Kenn Hansen |

|  |           |                                        |
|  | Marcatori | 5’ (aut.) Pikk 25’ Betinho 72’ Martins |

| Arbitro: | Danny Makkelie |

|             |           |                                                  |
| Luigend 90’ | Marcatori | 43’ Katidis 55’ Fourlanos 85’, 90+2’ Diamantakos |

| Arbitro: | Paolo Valeri |

|                                                   |           |                   |
| Bruma 11’ André Gomes 39’ João Mário 90+1’ (rig.) | Marcatori | 8’, 28’, 48’ Jesé |

| Arbitro: | Arnold Hunter |

|                     |           |  |
| Suárez 39’ Paco 87’ | Marcatori |  |

| Arbitro: | Alain Bieri |

|                               |           |                                 |
| André Gomes 19’ Betinho 90+6’ | Marcatori | 18’ Gianniotas 42’, 69’ Katidis |

### Girone B
| Squadre     | P.ti | G | V | N | P | GF | GS | DR |
| ----------- | ---- | - | - | - | - | -- | -- | -- |
| Inghilterra | 7    | 3 | 2 | 1 | 0 | 5  | 3  | +2 |
| Francia     | 6    | 3 | 2 | 0 | 1 | 5  | 2  | +3 |
| Croazia     | 4    | 3 | 1 | 1 | 1 | 4  | 2  | +2 |
| Serbia      | 0    | 3 | 0 | 0 | 3 | 1  | 8  | -7 |

| Arbitro: | Alain Bieri |

|              |           |             |
| Chalobah 60’ | Marcatori | 57’ Pavičić |

| Arbitro: | Arnold Hunter |

|  |           |                                       |
|  | Marcatori | 17’ Samnick 26’ (rig.) Pogba 32’ Vion |

| Arbitro: | Vadims Direktorenko |

|               |           |  |
| Foulquier 79’ | Marcatori |  |

| Arbitro: | Kenn Hansen |

|              |           |                      |
| Ninković 70’ | Marcatori | 6’ Afobe 63’ Redmond |

| Arbitro: | Paolo Valeri |

|                               |           |  |
| Pavičić 2’ Pongračić 49’, 57’ | Marcatori |  |

| Arbitro: | Danny Makkelie |

|              |           |                        |
| Veretout 31’ | Marcatori | 16’ Lundstram 39’ Kane |

## Fase a eliminazione diretta

### Tabellone
|  | Semifinali | Semifinali  | Semifinali |        |        | Finale | Finale | Finale |  |
|  |            |             |            |        |        |        |        |        |  |
|  | 1B         | Inghilterra | 1          |        |        |        |        |        |  |
|  | 1B         | Inghilterra | 1          |        |        |        |        |        |  |
|  | 2A         | Grecia      | 2          |        |        |        |        |        |  |
|  | 2A         | Grecia      | 2          |        | Grecia | Grecia | 0      |        |  |
|  |            |             |            |        | Grecia | Grecia | 0      |        |  |
|  |            |             | Spagna     | Spagna | 1      |        |        |        |  |
|  | 1A         | Spagna      | Spagna     | Spagna | 1      | 3 (4)  |        |        |  |
|  | 1A         | Spagna      |            |        |        |        |        |        |  |
|  | 2B         | Francia     | 3 (2)      |        |        |        |        |        |  |

### Semifinali
| Arbitro: | Kenn Hansen |

|           |           |                                 |
| Afobe 56’ | Marcatori | 38’ Mpougaïdīs 108’ Lykogiannīs |

| Arbitro: | Arnold Hunter |

|                                   |                      |                              |
| Deulofeu 61’, 112’ Paco 78’       | Marcatori            | 26’, 90+1’ Umtiti 117’ Pogba |
| Campaña Suárez Jesé Paco Deulofeu | Tiri di rigore 4 – 2 | Pogba Pléa Umtiti Kondogbia  |

### Finale
| Arbitro: | Danny Makkelie |

|          |           |  |
| Jesé 80’ | Marcatori |  |